# Claude Marreau

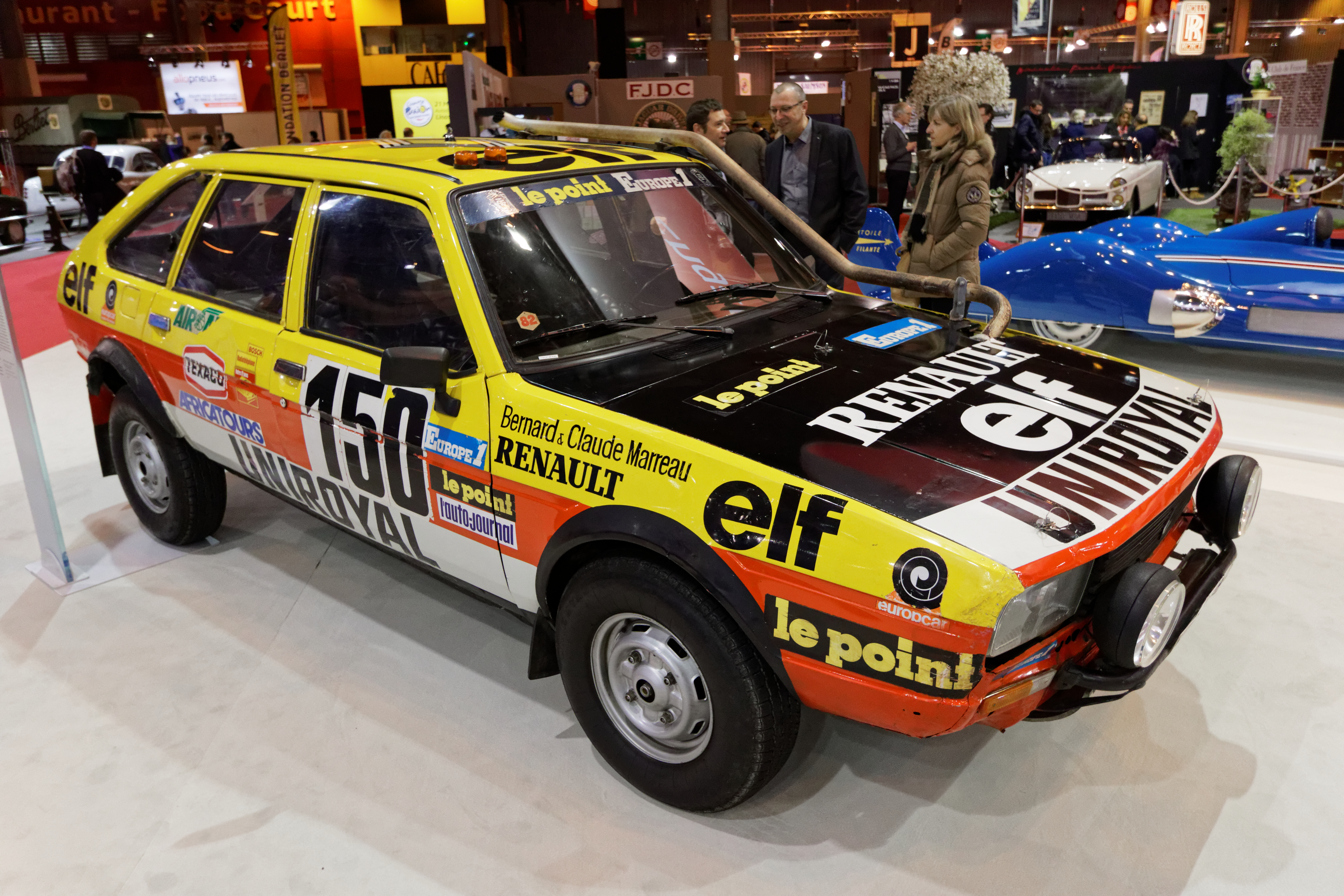
Gewinnerfahrzeug der Rallye Dakar 1982

Claude Marreau (* in Nanterre) ist ein ehemaliger französischer Rallye-Raid-Fahrer und 1982 Gewinner der Rallye Dakar in der Klasse der Pkw.

## Karriere
Claude Marreau nahm gemeinsam mit seinem Bruder und Navigator Bernard Marreau von 1979 bis 1993 regelmäßig an der Rallye Dakar teil. Die Brüder wurden mit einem Renault 4 Sinpar 4x4 Zweiter bei der Rallye Dakar 1979 und Dritter bei der Rallye Dakar 1980 sowie mit einem Renault 20 Sieger der Rallye Dakar 1982.